# Try This
Try This – trzeci studyjny album Pink, wydany w 2003 roku. Album nie spotkał się z tak wielkim sukcesem jak poprzedni, sprzedając się w nakładzie 3,4 miliona egzemplarzy.
W Stanach Zjednoczonych album sprzedał się w nakładzie 719 000 egzemplarzy.

## Lista utworów

### Edycja światowa
1. "Trouble" (Tim Armstrong, Pink) – 3:13
2. "God Is a DJ" (Billymann, Jonathan Davis, Pink) – 3:46
3. "Last to Know" (Armstrong, Pink) – 4:03
4. "Tonight's the Night" (Armstrong, Pink) – 3:56
5. "Oh My God" gościnniePeaches (Armstrong, Merrill Nisker, Pink) – 3:44
6. "Catch Me While I'm Sleeping" (Linda Perry, Pink) – 5:03
7. "Waiting for Love" (Paul Ill, Brian MacLeod, Perry, Pink, Eric Schermerhorn) – 5:28
8. "Save My Life" (Armstrong, Pink) – 3:16
9. "Try Too Hard" (Perry, Pink) – 3:14
10. "Humble Neighborhoods" (Armstrong, Pink) – 3:52
11. "Walk Away" (Armstrong, Pink) – 3:39
12. "Unwind" (Armstrong, Pink) – 3:14
13. "Love Song" (Damon Elliott, Pink) – 6:32
14. "Feel Good Time" gościnnie William Orbit (William Orbit, Beck) – 3:58
15. "Hooker" (bonus) – 6:32

### Edycja brytyjska
13. "Feel Good Time"
14. "Love Song"
15. "Hooker"

## Sprzedaż i certyfikaty
| Try This – sprzedaż i certyfikaty |         |           |                |
| Państwo                           | Pozycja | Sales     | Certifications |
| Stany Zjednoczone                 | 9       | 1 000 000 | 1x platyna     |
| Wielka Brytania                   | 3       | 486 655   | 1x platyna     |
| Kanada                            | 8       | 100 000   | 1x platyna     |
| Niemcy                            | 2       | 200 000   | 1x platyna     |
| Francja                           | 12      | 130 000   | złota płyta    |
| Szwajcaria                        | 1       | 40 000    | 1x platyna     |
| Australia                         | 8       | 70 000    | 1x platyna     |
| Austria                           | ?       | 15 000    | 1x platyna     |